# RBW
RBW Inc. (hangeul:  알비더블유 ; un acronyme pour Rainbow Bridge World) est un label discographique sud-coréen fondé en 2010 par Kim Jin-woo sous le nom de Rainbow Bridge Agency. En 2015, le label fusionne avec WA Entertainment, fondé par l'auteur-compositeur Kim Do-hoon, pour former RBW.
La liste d'artistes du label se compose principalement des groupes Mamamoo, Oneus et Purple Kiss. Cependant, RBW élargit sa liste d'artiste par son acquisition de WM Entertainment en 2021, puis DSP Media et Urban Works en 2022.
En novembre 2021, RBW fait son entrée en bourse en devenant cotée au KOSDAQ.
En avril 2024, RBW signe un contrat de distribution de musique avec Kakao Entertainment qui inclut également ses filiales WM Entertainment et DSP Media.

## Artistes

### Sous RBW (agence principale)

#### Groupes
- Mamamoo
- Vromance
- Oneus
- Onewe
- Purple Kiss
- NXD

#### Solistes
- Moonbyul
- Solar
- Rachel (Seong Na-yeun)

### Sous WM Entertainment

#### Groupes
- Oh My Girl
- B1A4
- ONF

#### Solistes
- YooA
- Sandeul
- Lee Chae-yeon[8]

## Anciens artistes
Liste des groupes et artistes anciennement sous RBW :

### Groupes
- Geeks (co-managé avec Grandline Entertainment) (2012–2016)
- Phantom (co-managé avec Brand New Music) (2012–2017)
- P.O.P (co-managé avec DWM Entertainment) (2017–2018)
- O Broject (co-managé avec TSN Entertainment) (2014–2019)
- D1Verse (sous RBW Vietnam) (2020)
- Mamamoo :
  - Wheein (2014–2021)[9]
  - Hwasa (2014–2023)[10]

### Solistes
- Esna (2011–2018)
- Yangpa (2015–2018)
- Monday Kiz (2016–2018)
- Basick (sous All Right Music) (2015–2018)